# Mastocarpus stellatus
Espèce
Mastocarpus stellatus (autrefois Gigartina stellata) est une espèce d'algues rouges de la famille des Phyllophoraceae. 
Elle est récoltée avec Chondrus crispus pour la production de carraghénanes. 
Le thalle est le gamétophyte. Le tétrasporophyte encroûtant était considéré comme une espèce distincte sous le nom de Petrocelis cruenta, avant qu'on ne découvre qu'il s'agissait de la même espèce.

## Synonymes
Selon AlgaeBase (30 juillet 2013), les synonymes sont : 
- Synonymes homotypiques : 
  - Fucus stellatus Stackhouse 1796 : basionyme
  - Sphaerococcus crispus var. stellatus (Stackhouse) C.Agardh 1817
  - Chondrus crispus var. stellatus (Stackhouse) Lyngbye 1819
  - Gigartina stellata (Stackhouse) Batters 1902
- Synonymes hétérotypiques : 
  - Fucus coronopifolius Zoega 1772
  - Fucus mamillosus Goodenough & Woodward 1797
  - Chondrus mammillosus (Goodenough & Woodward) Stackhouse 1797
  - Fucus echinatus Stackhouse 1797
  - Fucus alveolatus Esper 1799
  - Fucus mamillosus var. acutus Turner 1802
  - Fucus mamillosus var. incurvus Turner 1802
  - Fucus degener Esper 1804
  - Mammillaria expansa Stackhouse 1809
  - Mammillaria echinata Stackhouse 1809
  - Fucus crispus var. mamillosus (Goodenough & Woodward) Stackhouse 1816
  - Sphaerococcus mamillosus (Goodenough & Woodward) C.Agardh 1817
  - Fucus mamillosus var. prolifer Turner 1819
  - Mastocarpus mamillosus (Goodenough & Woodward) Kützing 1843
  - Phyllophora mamillosa (Goodenough & Woodward) Fries 1845
  - Rhodymenia mamillosa (Goodenough & Woodward) Areschoug 1847
  - Gigartina mamillosa (Goodenough & Woodward) J.Agardh 1851
  - Petrocelis cruenta J.Agardh 1851
  - Gigartina stellata f. acuta (Turner) Batters 1902
  - Gigartina stellata f. prolifera (Turner) Batters 1902
  - Gigartina stellata f. incurvata (Turner) Batters 1902
  - Gigartina cornopifolia (Zoega) P.C.Silva 1952